# Hlavní třída (Ostrawa)
Hlavní třída (z cz. Aleja główna, dawniej Leninova třída, Aleja Lenina, zdrobniale Leninka) – reprezentacyjna aleja w Porubie, dzielnicy Ostrawy (do 1957 była osobnym miastem).
Wybudowana w latach 50. XX wieku razem z zespołem wielofunkcyjnych budynków w stylu socrealistycznym. Część budynków położonych wzdłuż alei jest wpisana do rejestru pamiątek kulturowych Republiki Czeskiej i chroniona jako zabytek architektury.

## Historia budowy
Od 1951 na rozległych terenach w okolicach rzeki Porubki powstawało socrealistyczne miasto, tzw. "Nowa Ostrawa" (cz. Nová Ostrava). 
Początkowo centrum nowego miasta miało być usytuowane w obrębie tzw. I okręgu Poruby (w bezpośrednim sąsiedztwie Oblouku), jednak środek ciężkości nowej dzielnicy z powodów takich jak lepsze połączenie ze starą Ostrawą, bliskość zakładów przemysłowych albo dostępność rozległych łąk pod zabudowę, przesunął się nieznacznie na północ, w okolice późniejszej alei. 
Hlavní třída i budynki wokół niej powstawały równocześnie z najstarszym, I okręgiem Poruby w latach 1951–1956. Nowa aleja otrzymała imię Lenina, które zmieniono na obecną nazwę 26 lipca 1990.

## Charakterystyka
Hlavní třída jest długim na około 1,6 kilometra bulwarem z dwoma pasami ruchu na jezdnię, rozdzielonymi klombem z chodnikiem dla pieszych i ścieżką rowerową. Na jej zachodnim końcu znajduje się Uniwersytet Techniczny w Ostrawie.
W trakcie projektowania alei i zespołu budynków, główny urbanista Vladimir Meduna i architekci (Borys Jełczaninow i inni) wzorowali się na paryskich Champs-Élysées, jednak aleja w pierwotnych założeniach miała służyć głównie jako pieszy deptak. Budynki wzdłuż alei przeznaczono głównie na lokale mieszkalne, jednak na parterach budowli wydzielono powierzchnię na lokale handlowe i usługowe. Podobna koncepcja została zastosowana przy projektowaniu i budowie głównej alei w pobliskim Hawierzowie (współtworzył ją architekt polskiego pochodzenia Bronisław Firla).  
Zaprojektowane przez Jełczaninowa budynki czerpią z architektury klasycyzmu (obszerna, geometryczna bryła z kolumnami i pilastrami, monumentalne łuki w przejściach na wzór gmachu Sztabu Głównego w Petersburgu, otwarte dziedzińce) i elementów stylu narodowego czeskiego renesansu (sgraffiti w wykończeniu). W trakcie budowania najstarszej części Poruby częstą praktyką było kopiowanie detali wykończenia renesansowych budowli w Pradze i ozdabianie nimi nowych socrealistycznych budynków. Budynki wzdłuż alei pochodzące z późniejszego, tzw. II okręgu charakteryzuje także mniejsza liczba detali wykończenia (np. płaskorzeźb z postaciami robotników przemysłowych obecnych w budynkach I okręgu, takich jak Oblouk) z powodu odejścia od misternej ornamentyki po odwilży po śmierci Józefa Stalina w 1953. 

Widok z ulicy 17 listopada (17. listopadu)
Widok z placu Aleša (Alšovo náměstí)

Nowsze budynki w II i III okręgu Poruby zostały zaprojektowane już w stylu socjalistycznego "miękkiego" modernizmu, w Czechosłowacji noszącego nazwę stylu brukselskiego. Przykładem późniejszego budownictwa jest północna pierzeja placu Aleša (Alšovo náměstí) i dom mieszkalny Centrum (1959–1963), nawiązujący do przedwojennego modernizmu i ozdobiony płaskorzeźbą "Kosmiczny wiek" Vladimíra Navrátila. 
Budynki o numerach 75, 78, 87, 90, 92, 95, 97, 98, 100, 106, 108, 115, 118 wpisano do rejestru pamiątek kulturowych Republiki Czeskiej i są chronione jako zabytki. Nieopodal głównego placu przy alei znajduje się rzeźba Hutník Antonína Ivanskýego z 1962. 
Wzdłuż alei znajdują się przystanki autobusowe (Alšovo náměstí) i tramwajowe (Hlavní třída).

## Galeria

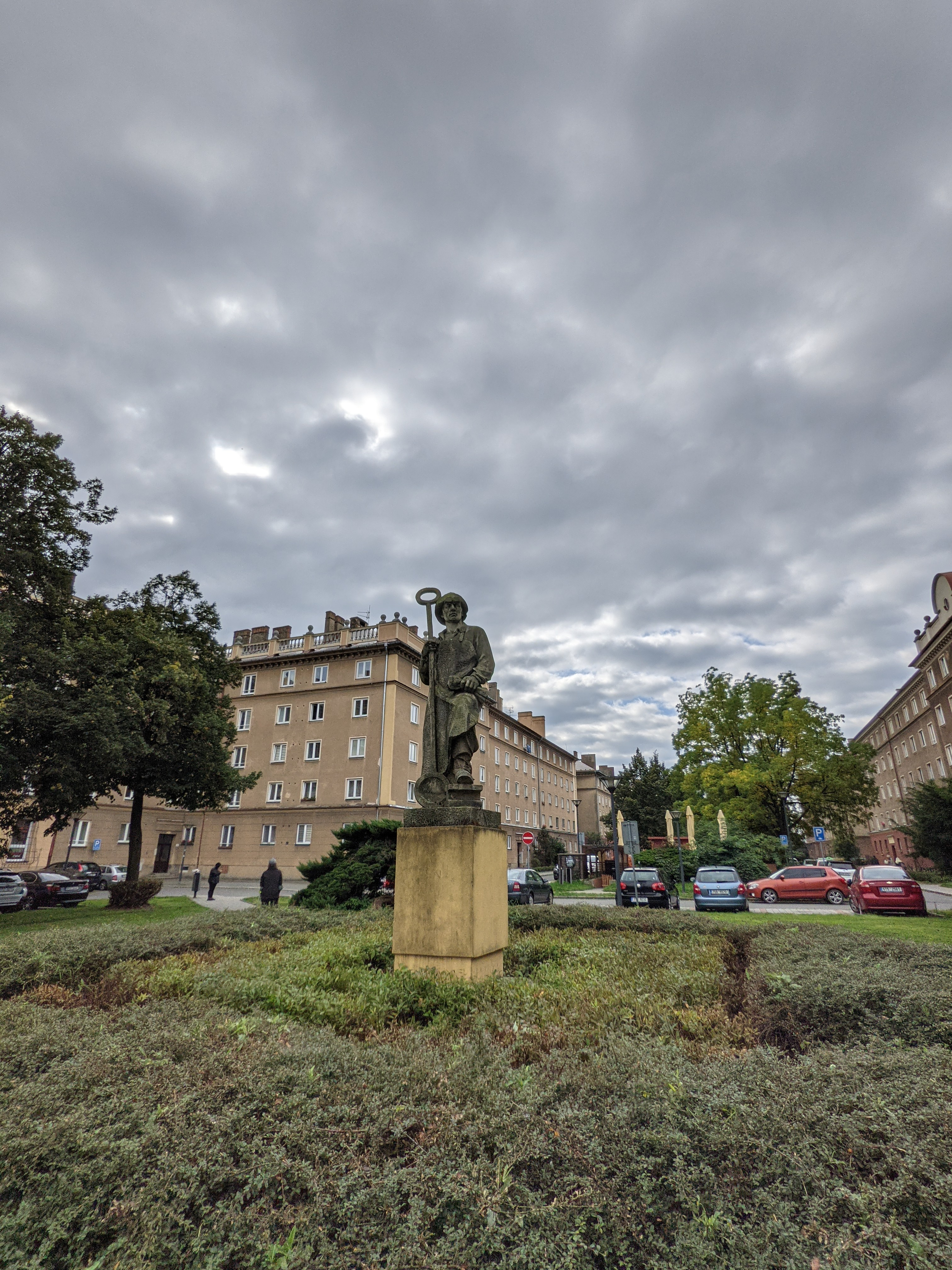
Rzeźba hutnika
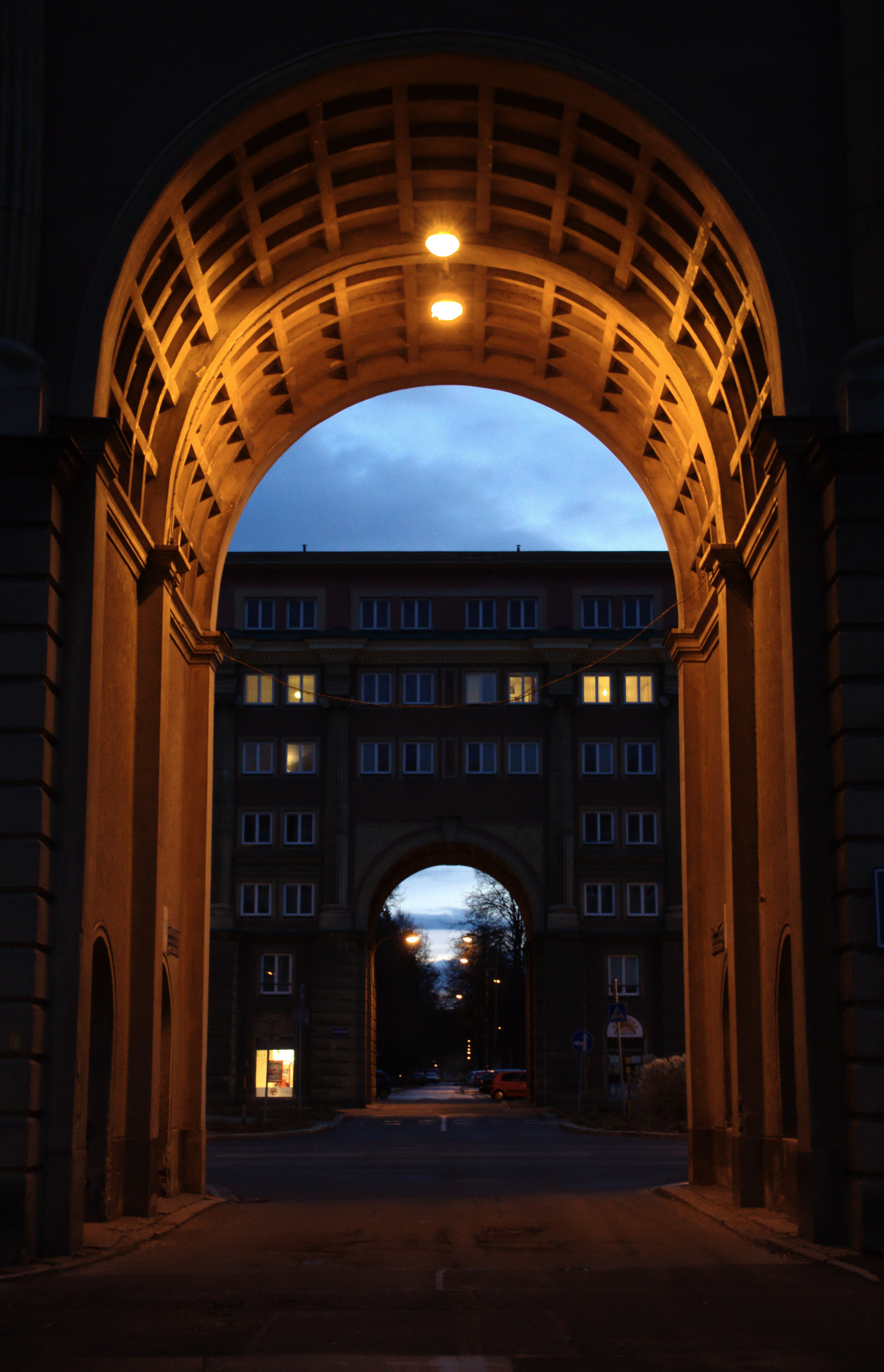
Hlavní třída nocą
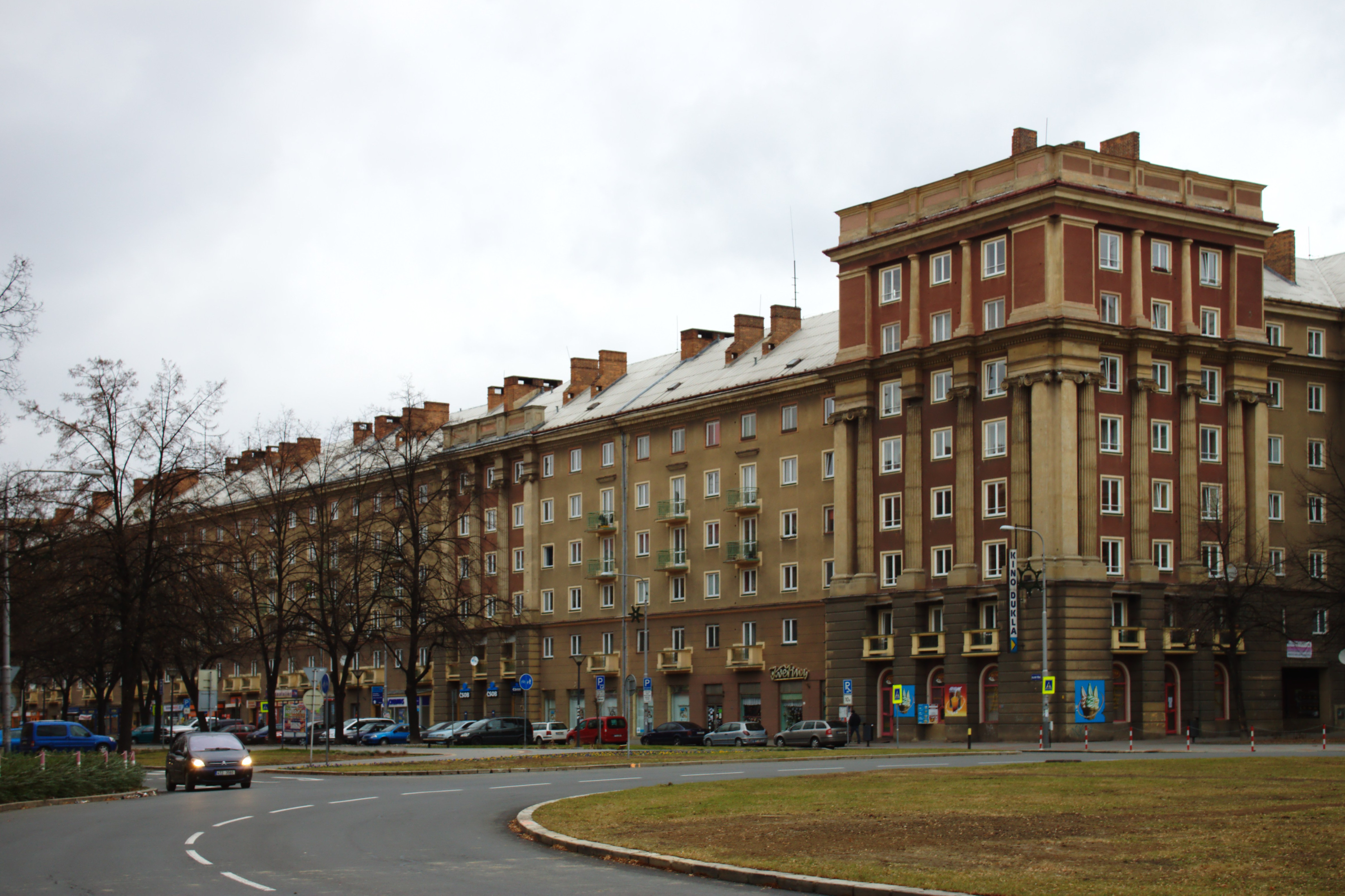
Widok z głównego ronda
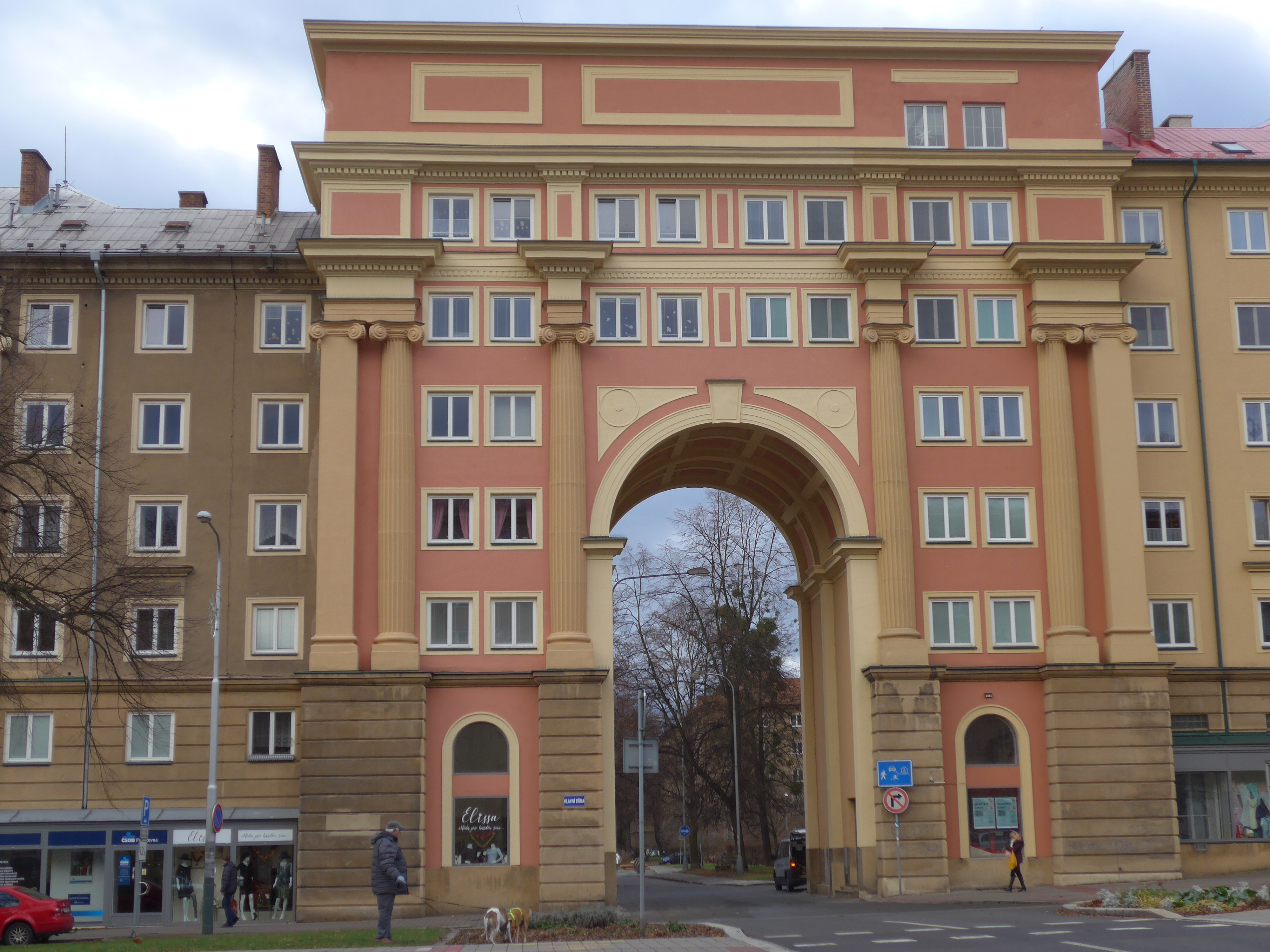
Łuk wzdłuż alei